# رانكاغوا
رانكاغوا هي مدينة من مدن تشيلي، وعاصمة إقليم أوهيغينز. يبلغ عدد سكانها 232,211 نسمة وذلك حسب إحصائيات سنة 2012. يبلغ ارتفاع المدينة عن سطح البحر قرابة 572 متر. تبلغ مساحتها 260.3 كم².

## المناخ
يظهر الجدول التالي التغييرات المناخية على مدار السنة لرانكاغوا:
| البيانات المناخية لـرانكاغوا      | البيانات المناخية لـرانكاغوا | البيانات المناخية لـرانكاغوا | البيانات المناخية لـرانكاغوا | البيانات المناخية لـرانكاغوا | البيانات المناخية لـرانكاغوا | البيانات المناخية لـرانكاغوا | البيانات المناخية لـرانكاغوا | البيانات المناخية لـرانكاغوا | البيانات المناخية لـرانكاغوا | البيانات المناخية لـرانكاغوا | البيانات المناخية لـرانكاغوا | البيانات المناخية لـرانكاغوا | البيانات المناخية لـرانكاغوا |
| الشهر                             | يناير                        | فبراير                       | مارس                         | أبريل                        | مايو                         | يونيو                        | يوليو                        | أغسطس                        | سبتمبر                       | أكتوبر                       | نوفمبر                       | ديسمبر                       | المعدل السنوي                |
| --------------------------------- | ---------------------------- | ---------------------------- | ---------------------------- | ---------------------------- | ---------------------------- | ---------------------------- | ---------------------------- | ---------------------------- | ---------------------------- | ---------------------------- | ---------------------------- | ---------------------------- | ---------------------------- |
| الدرجة القصوى °م (°ف)             | 39 (102)                     | 35.7 (96.3)                  | 36 (97)                      | 32.3 (90.1)                  | 31 (88)                      | 26 (79)                      | 28 (82)                      | 29 (84)                      | 32 (90)                      | 33.3 (91.9)                  | 34.7 (94.5)                  | 38 (100)                     | 39 (102)                     |
| متوسط درجة الحرارة الكبرى °م (°ف) | 30 (86)                      | 30 (86)                      | 27 (81)                      | 23 (73)                      | 18 (64)                      | 15 (59)                      | 15 (59)                      | 16 (61)                      | 18 (64)                      | 22 (72)                      | 26 (79)                      | 28 (82)                      | 22.3 (72.1)                  |
| المتوسط اليومي °م (°ف)            | 21 (70)                      | 20.5 (68.9)                  | 18.5 (65.3)                  | 15 (59)                      | 11.5 (52.7)                  | 9 (48)                       | 8.5 (47.3)                   | 10 (50)                      | 11.5 (52.7)                  | 14.5 (58.1)                  | 17.5 (63.5)                  | 19.5 (67.1)                  | 14.7 (58.5)                  |
| متوسط درجة الحرارة الصغرى °م (°ف) | 12 (54)                      | 11 (52)                      | 10 (50)                      | 7 (45)                       | 5 (41)                       | 3 (37)                       | 2 (36)                       | 4 (39)                       | 5 (41)                       | 7 (45)                       | 9 (48)                       | 11 (52)                      | 7.3 (45.1)                   |
| أدنى درجة حرارة °م (°ف)           | 5.4 (41.7)                   | 5 (41)                       | 3.5 (38.3)                   | −1.8 (28.8)                  | −5.9 (21.4)                  | −6.2 (20.8)                  | −4.9 (23.2)                  | −6.2 (20.8)                  | −2.3 (27.9)                  | −3 (27)                      | 1.6 (34.9)                   | 3.3 (37.9)                   | −6.2 (20.8)                  |
| معدل هطول الأمطار مم (إنش)        | 0 (0)                        | 4 (0.2)                      | 11 (0.4)                     | 22 (0.9)                     | 70 (2.8)                     | 125 (4.9)                    | 144 (5.7)                    | 92 (3.6)                     | 27 (1.1)                     | 10 (0.4)                     | 6 (0.2)                      | 0 (0)                        | 511 (20.2)                   |
| متوسط الأيام الممطرة              | 0                            | 1                            | 1                            | 2                            | 4                            | 6                            | 6                            | 5                            | 3                            | 2                            | 1                            | 0                            | 31                           |
| المصدر: MSN                       |                              |                              |                              |                              |                              |                              |                              |                              |                              |                              |                              |                              |                              |

## أعلام
- غيليرمو سافيدرا
- كلارنس أكونيا
- أليخاندرو أوسوريو
- بريان رابيلو
- بيدرو بابلو كارو
- نيكولاس دياز
- جيرمان ريسكو